# Жан-Клод Фавериал
Жан-Клод Фавериал (на френски: Jean-Claude Faveyrial) е френски католически духовник и просветен деец, мисионер сред българите в Македония в XIX век, автор на исторически изследвания за Балканите. Отец Фаверил е активен поддръжник на българското движение в Битоля.

## Биография
Роден е в 1817 година в Юсон ан Форе, планинско село в Оверн, Западна Франция. Учи в Лионската семинария и е приет в Лазаристкия орден в Париж в 1843 година. През март 1845 година конгрегацията го изпраща като мисионер в Гърция, а през юли 1847 година – в османската столица Цариград. В Лицея „Сен Беноа“ в Цариград започва да събира редки книги за българите, албанците и власите. В 1867 година е изпратен като мисионер в Битоля, където прекарва остатъка от живота си, преподавайки философия и френски в Битолския румънски лицей. В 1884 година посещава Албания като инспектор на румънските училища и основава такива в Берат, Корча и Призрен.
От 1884 до 1889 година в Битоля отец Фавериал пише пълно историческо изследване за Албания от античността до съвремието, издадено посмъртно в 2001 година. Други книги на отец Фавериал са „Български разговорник“ (Manuel de politesse en bulgare, Constantinople 1858), „Френско-български диалози“ (Dialogues français-bulgares, Constantinople 1859), „Голям катехизис, обяснен за българи унияти“ (Grand catéchisme raisonné à l'usage des Bulgares Unis en bulgare, Constantinople 1862), „Влашки катехизис за свещеници“ (Catéchisme valaque à l'usage des prêtres, Monastir 1891). Някои книги на отец Фавериал са загубени: „Източният въпрос от гледна точка на религиите“ (La Question d'Orient au poin de vue religieux, 1892) и „История на Илирийския полуостров“ (Histoire de la presqu'île d'Illyrie).